# Feng Yuanjun
Feng Yuanjun (xinès simplificat: 冯沅君) (Tanghe 1900 - Shandong 1974) fou una investigadora i escriptora xinesa, una de les representants del Moviment del Quatre de Maig.

## Biografia
Feng Yuanjun va néixer el 4 de setembre de 1900 a Tanghe, província de Henan (Xina).
El seu pare havia obtingut el grau “jishi”, va ser el prefecta del comtat de Chongyang a la província de Hubei. i va col·laborar amb el  reformista Zhang Zhidong.
Feng Yuanjun de jove, va aprendre literatura xinesa clàssica del seu germà Feng Youlan, (pare de l'escriptora Zong Pu) que es convertiria en un dels filòsofs més influents de la Xina del segle xx.
El 1917 va començar els estudis a la Women’s Higher Normal School (北京女子高等师范学校) de Pequín on va conèixer a futurs escriptors com Shi Pingmei, Lu Yin i Lu Jingqing. El 1922 va entrar a la Universitat de Pequin on es va graduar en literatura clàssica i a finals dels anys 20 i va contribuir amb estudis sobre la mètrica de les cançons “ci” i de les obres de teatre.
El 1925 va començar a fer de professora a la Universitat de Nanjing i més tard a Pequín a la Universitat Zhongfa. El 1930 va ser una de les primeres professores de la Universitat de Pequín. També va ensenyar literatura xinesa en altres universitats xineses, inclosa la Universitat Jinling per a Dones, la Universitat Fudan, la Universitat Sun Yat-sen i la Universitat de Wuhan, i des de 1949 fins a la seva mort va treballar a la Universitat de Shandong.
Durant la Segona guerra sinojaponesa va viure en diferents regions del país, com Guangdong, Ghizhou, Yunnan i Sichuan.
Durant al Revolució Cultural va ser etiquetada com a “reaccionaria”
El 1929 es va casar amb l’acadèmic 陆侃 如 (Lu Kanru) amb qui va col·laborar en diversos treballs. El 1932 van anar a París per fer el doctorat en literatura clàssica xinesa. A París va participar en els moviments antifeixistes encapçalats per l'escriptor Henri Barbusse i va ser l'encarregada d'editar els documents de la branca xinesa del moviment.
Als anys 60 va complir diverses funcions oficials a Shandong, on va ser vicepresidenta de la Federació Provincial de Dones i, el 1963, va ser nomenada vicedegana de la Universitat de Shandong. Després de la seva mort, dos dels seus antics estudiants de la Universitat de Shandong van publicar una col·lecció de traduccions dels seus textos (冯沅君 创作 译文 集) i una biografia (冯沅君).
Va morir el 17 de juny de 1974. Està immortalitzada en una estàtua que la representa amb el seu marit, com les parelles literàries de l'antiga Xina

### Autora i investigadora
El 1924, segurament per la seva amistat amb Lu Xun, que va conèixer a la Universitat, va començar a publicar en un diari diferents treballs, (assaig, articles acadèmic, i relats curts).
El 1923 va començar a publicar els seus primers relats a la revista trimestral i al butlletí setmanal de la Creation: “Voyage” (旅行), "Separació" (隔绝) i "Després de la separació" (隔绝 以后). Aquest tipus d'escriptura s'ha anomenat "relats de problemes" (wenti xiaoshuo 问题 小说) perquè tracta principalment de qüestions familiars, i en particular el problema dels matrimonis concertats.
Entre 1926 i el 1927 va publicar les dues col·leccions, Juanshi (卷 葹) que inclou els seus tres primers relats i Chunhen (春 痕), 
És autora d' obres sobre literatura clàssica i teatre, com "History of Chinese Poetry", "Supplements of Southern Opera",i 古 剧 说 汇 (Ancient Opera Shuohui).
Les seves obres sobre teatre i literatura s'utilitzen com a llibres de text.